# Amsterdamsche Football Club
L'Amsterdamsche Football Club, comunemente noto come AFC, è una società calcistica olandese con sede ad Amsterdam.

## Storia
L'Amsterdamsche Football Club fu fondato nel 1895. Fino al 2009/2010 ha disputato la Hoofdklasse, il massimo livello dei campionati dilettantistici olandesi, con l'istituzione della Topklasse come massimo campionato dilettantistico nella stagione 2010/2011, è passato in Topklasse.

## Stadio
L'Amsterdamsche FC disputa le sue partite casalinghe nello stadio Sportpark Goed Genoeg, che può contenere 2000 persone, e si trova all'interno di un complesso sportivo che comprende sette campi di calcio dove disputano le proprie gare le squadre giovanili e Senior del club. Lo Sportpark Goed Genoeg può essere raggiunto con la linea 5 del tram o con la linea 51 della metropolitana di Amsterdam.

## Colori
I colori dell'Amsterdamsche FC sono il rosso ed il nero.

## Palmarès

### Competizioni nazionali
- Tweede Divisie: 1

2018-2019
- Derde Divisie: 1

2013-2014